# Alessandro Piazza (cestista)
Alessandro Piazza (Bologna, 21 ottobre 1987) è un cestista italiano.
Di ruolo playmaker, ha giocato in Serie A con la Fortitudo Bologna, Teramo e Cremona.

## Caratteristiche tecniche
Non eccellente al tiro da tre, è un ottimo difensore nell'uno contro uno, buon assistman e creativo in attacco.

## Carriera
Cresce nel settore giovanile della Fortitudo Bologna debuttando anche in prima squadra, mentre era nel giro delle nazionali giovanili.
Nel 2005 scende in B1 a farsi le ossa con il prestito a Brindisi. Sale quindi di categoria con i due anni trascorsi tra Imola e Fabriano (partendo talvolta dal quintetto base), esperienze intervallate da un breve ritorno a Brindisi datato marzo 2007.
Continua ad essere mandato in prestito dalla Fortitudo, questa volta con destinazione Teramo in Serie A dove parte sempre dalla panchina sostituendo il play titolare Poeta. Un anno più tardi, complice l'esclusione dai campionati professionistici della squadra bolognese, viene ingaggiato da Cremona dove continua a calcare i parquet della massima serie.
Nell'estate 2010 firma in Legadue con la neopromossa Fulgor Libertas Forlì, condividendo la cabina di regia con l'altro playmaker Forray. Nel gennaio 2011, al termine del girone di andata, cambia canotta passando ai "rivali" Crabs Rimini: trasferimento dettato dalla volontà forlivese di cambiare il proprio roster e dalla necessità riminese di sostituire il partente Scarone.
Dopo la mancata iscrizione di Rimini al campionato, nel 2011-12 resta in Legadue ingaggiato dal Basket Barcellona. Dopo qualche mese in Divisione Nazionale B all'Eagles Bologna, società creata nel 2011 dall'ex patron fortitudino Sacrati ma esclusa dal campionato a stagione in corso, Piazza passa alla Viola Reggio Calabria. Dopo una stagione, lascia i calabresi per trasferirsi alla Fortitudo Agrigento.
Nell'estate 2017 firma un biennale con la Leonis Roma, sua attuale squadra di appartenenza. Dopo una prima stagione terminata con buone statistiche, nonostante i risultati altalenanti della squadra, Alessandro sta per iniziare la sua nuova stagione in maglia Leonis Roma.

## Statistiche

### Presenze e punti nei club
Statistiche aggiornate alla fine della stagione 2012-2013
| Stagione        | Squadra                  | Competizione | Partite | Partite | Partite | Statistiche tiro | Statistiche tiro | Statistiche tiro | Altre statistiche | Altre statistiche | Altre statistiche | Altre statistiche | Altre statistiche |
| Stagione        | Squadra                  | Competizione | Pres.   | Titol.  | Minuti  | Tiri da 2        | Tiri da 3        | Liberi           | Rimb.             | Assist            | Rubate            | Stopp.            | Punti             |
| --------------- | ------------------------ | ------------ | ------- | ------- | ------- | ---------------- | ---------------- | ---------------- | ----------------- | ----------------- | ----------------- | ----------------- | ----------------- |
| 2004-2005       | Climamio Bologna         | Serie A      | 8       | 0       | 13      | 1/2              | 1/2              | 1/2              | 3                 | 5                 | 0                 | 0                 | 6                 |
| '05-nov. '05    | Climamio Bologna         | Serie A      | 0       | 0       | 0       | 0                | 0                | 0                | 0                 | 0                 | 0                 | 0                 | 0                 |
| nov. '05-'06    | Prefabbricati Brindisi   | Serie B1     | 23      | 16      | 646     | 34/72            | 18/71            | 58/105           | 63                | 60                | 70                | 0                 | 180               |
| '06-mar. '07    | Zarotti Imola            | Legadue      | 26      | 8       | 584     | 18/43            | 12/45            | 50/83            | 62                | 45                | 56                | 1                 | 122               |
| mar. '07-'07    | Prefabbricati Brindisi   | Serie B1     | 3       | 1       | 57      | 0/2              | 1/1              | 1/2              | 7                 | 11                | 2                 | 0                 | 4                 |
| 2007-2008       | Indesit Fabriano         | Legadue      | 23      | 12      | 590     | 27/78            | 20/74            | 41/62            | 64                | 75                | 53                | 0                 | 155               |
| 2008-2009       | Banca Tercas Teramo      | Serie A      | 31      | 0       | 253     | 5/13             | 3/12             | 19/29            | 21                | 19                | 21                | 0                 | 38                |
| 2009-2010       | Vanoli Cremona           | Serie A      | 21      | 0       | 168     | 4/15             | 1/9              | 5/12             | 10                | 14                | 12                | 0                 | 16                |
| '10-gen. '11    | MarcoPoloShop.it Forlì   | Legadue      | 15      | 12      | 363     | 21/74            | 10/27            | 47/59            | 39                | 50                | 34                | 0                 | 119               |
| gen. '11-'11    | Immobiliare Spiga Rimini | Legadue      | 15      | 6       | 359     | 18/43            | 3/32             | 27/29            | 25                | 35                | 38                | 1                 | 72                |
| 2011-2012       | Sigma Barcellona         | Legadue      | 28      | 0       | 323     | 18/60            | 7/36             | 30/39            | 36                | 32                | 36                | 0                 | 87                |
| ago.-nov. '12   | Eagles Bologna           | DNA          | 10      | 9       | 340     | 37/96            | 12/46            | 39/49            | 55                | 56                | 38                | 1                 | 149               |
| nov. '12-2013   | Viola Reggio Calabria    | DNA          | 24      | 22      | 752     | 71/167           | 20/86            | 98/125           | 108               | 123               | 105               | 1                 | 300               |
| Totale carriera |                          |              |         |         |         |                  |                  |                  |                   |                   |                   |                   |                   |

### Play-off
Statistiche aggiornate al 30 giugno 2012
| Stagione        | Squadra                  | Competizione | Partite | Partite | Partite | Statistiche tiro | Statistiche tiro | Statistiche tiro | Altre statistiche | Altre statistiche | Altre statistiche | Altre statistiche | Altre statistiche |
| Stagione        | Squadra                  | Competizione | Pres.   | Titol.  | Minuti  | Tiri da 2        | Tiri da 3        | Liberi           | Rimb.             | Assist            | Rubate            | Stopp.            | Punti             |
| --------------- | ------------------------ | ------------ | ------- | ------- | ------- | ---------------- | ---------------- | ---------------- | ----------------- | ----------------- | ----------------- | ----------------- | ----------------- |
| 2005-2006       | Prefabbricati Brindisi   | Serie B1     | 3       | 2       | 39      | 7/13             | 5/17             | 10/14            | 10                | 5                 | 5                 | 0                 | 39                |
| 2006-2007       | Prefabbricati Brindisi   | Serie B1     | 6       | 0       | 54      | 1/3              | 0/5              | 12/14            | 4                 | 5                 | 2                 | 0                 | 14                |
| 2010-2011       | Immobiliare Spiga Rimini | Legadue      | 5       | 5       | 172     | 11/20            | 2/10             | 8/8              | 17                | 16                | 21                | 0                 | 36                |
| 2011-2012       | Sigma Barcellona         | Legadue      | 6       | 0       | 63      | 2/6              | 1/4              | 7/10             | 9                 | 6                 | 8                 | 0                 | 14                |
| Totale carriera |                          |              |         |         |         |                  |                  |                  |                   |                   |                   |                   |                   |

## Palmarès
- Campionato italiano: 1

Fortitudo Bologna: 2004-05
- Supercoppa italiana: 1

Fortitudo Bologna: 2005